# Ludwigia helminthorrhiza
Ludwigia helminthorrhiza är en dunörtsväxtart som först beskrevs av Carl Friedrich Philipp von Martius, och fick sitt nu gällande namn av Kanesuke Hara. Ludwigia helminthorrhiza ingår i släktet ludwigior, och familjen dunörtsväxter. Inga underarter finns listade i Catalogue of Life.